# Aegocera
Aegocera is een geslacht van vlinders van de familie Uilen (Noctuidae), uit de onderfamilie Agaristinae.

## Soorten
- A. anthina Jordan, 1926
- A. bettsi Wiltshire, 1988
- A. bimacula Walker, 1854
- A. brevivitta Hampson, 1901
- A. ferrugo Jordan, 1926
- A. fervida (Walker, 1854)
- A. geometrica Hampson, 1910
- A. humphreyi (Hampson, 1911)
- A. jordani Kiriakoff, 1955
- A. meneta (Cramer, 1775)
- A. naveli Le Cerf, 1922
- A. obliqua Mabille, 1893
- A. rectilinea Boisduval, 1836
- A. tigrina (Druce, 1882)
- A. tricolora Bethune-Baker, 1909
- A. tripartita Kirby, 1880
- A. venulia Cramer, 1777